# Юджийн Сърнън
Юджийн Андрю Сърнън (на английски: Eugene Andrew Cernan) e американски астронавт, летял в космоса три пъти и 11-ият човек, стъпил на Луната.

## Биография
Сърнън е роден на 14 март 1934 г. в Чикаго в щата Илинойс, син на чешка майка и словашки баща. Получава бакалавърска степен по електротехника от Унивеситета Пардю през 1956.
Избран е за астронавт от НАСА през октомври 1963 г. Умира на 16 януари 2017 г. в Хюстън, САЩ.

## Полети

### Първи полет
Лети като втори пилот през 1966 г. на борда на „Джемини 9А“, а командир на полета е Томас Стафорд. Провеждат сближаване с мишената Agena, а планираното скачване се отменя поради повреда на Аджена.

### Втори полет
За втори път лети на „Аполо 10“ през май 1969 г. С него лети отново Стафорд, а третият член на екипажа е Джон Йънг. Това е генералната репетиция за кацане на човек на Луната. Направени са 31 обиколки на Луната, а лунният модул приближава на 14.3 км. от повърхността и, след което се връщат на Земята след осем дни полет.

### Трети полет
Третият полет е с Аполо 17. В екипажът на шестата последна експедиция до Луната освен него влизат и Роналд Еванс и Харисън Шмит. Еванс остава в орбита около Луната, а Сърнън и Шмит са съответно 11-и и 12-и човек, стъпил на Луната. Понеже се прибира в лунния модул след Харисън Шмит, Сърнън е последния човек, пребивавал на лунната повърхност.
Сърнън е един от тримата астронавти, които са летели до Луната два пъти. Той обикаля Луната като член на екипажа на
Аполо 10 и се прилунява като капитан на Аполо 17.
| Космически полети на Юджийн Сърнън                                 | Космически полети на Юджийн Сърнън | Космически полети на Юджийн Сърнън | Космически полети на Юджийн Сърнън | Космически полети на Юджийн Сърнън  |
| №                                                                  | Дата                               | КК                                 | Функции                            | Продължителност                     |
| ------------------------------------------------------------------ | ---------------------------------- | ---------------------------------- | ---------------------------------- | ----------------------------------- |
| 1                                                                  | 3 юни 1966                         | „Джемини 9А“                       | Пилот                              | 3 денонощия 0 часа 20 мин 50 сек.   |
| 2                                                                  | 18 май 1969                        | „Аполо 10“                         | Пилот на лунния модул              | 8 денонощия 0 часа 3 мин 23 сек.    |
| 3                                                                  | 7 декември 1972                    | „Аполо 17“                         | Командир                           | 12 денонощия 13 часа 51 мин 59 сек. |
| Сумарно време в космоса – 23 денонощия 14 часа 15 минути и 12 сек. |                                    |                                    |                                    |                                     |

В открития космос има 4 излизания, от които 3 са разходки по лунната повърхност по време на полета на „Аполо 17“, с обща продължителност 24 часа и 11 минути.